# 8167 Ishii
8167 Ishii este un asteroid din centura principală de asteroizi.

## Descriere
8167 Ishii este un asteroid din centura principală de asteroizi. A fost descoperit pe 14 februarie 1991 la Kitami de Kin Endate și Kazuro Watanabe. El prezintă o orbită caracterizată de o semiaxă mare de 2,43 ua, o excentricitate de 0,13 și o înclinație de 4,6° în raport cu ecliptica.